# Peter van Sleeswijk-Holstein-Sonderburg-Glücksburg

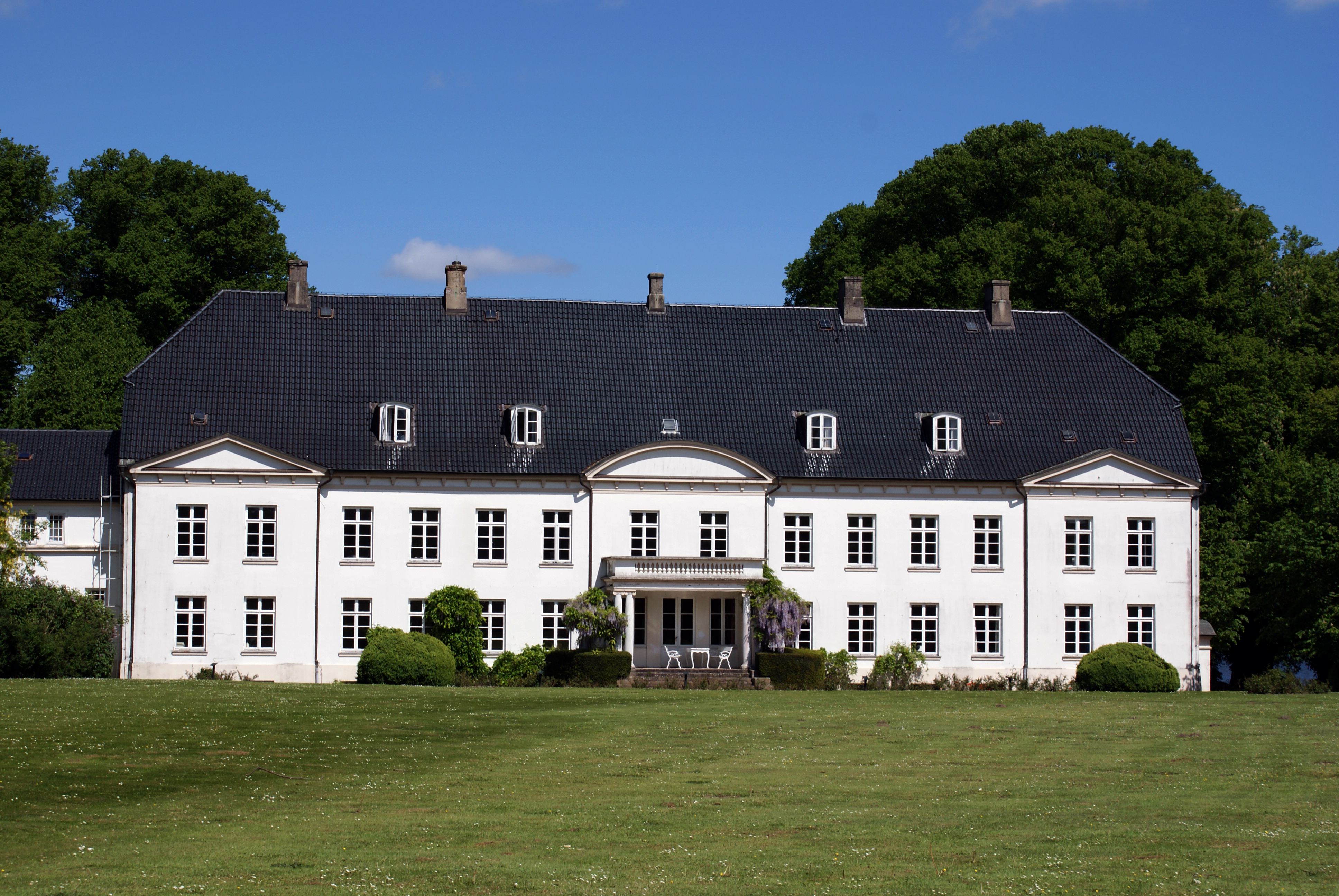
Slot Louisenland

Frederik Ernst Peter van Sleeswijk-Holstein-Sonderburg-Glücksburg (Güby, 30 april 1922 - Bienebek, 30 september 1980) was een telg uit het huis Huis Sleeswijk-Holstein-Sonderburg-Glücksburg, nominaal hertog van Sleeswijk-Holstein en hoofd van het Huis Oldenburg. Als hoofd van deze tak voerde hij het predicaat Zijne Hoogheid. Hij was 1e luitenant-ter-zee.
Hij was de derde zoon van Willem Frederik van Sleeswijk-Holstein-Sonderburg-Glücksburg en Marie Melita zu Hohenlohe-Langenburg. Zelf trouwde hij met Marie Alix van Schaumburg-Lippe (1923-2021), een kleindochter van vorst George van Schaumburg-Lippe. Het paar kreeg vier kinderen:
- Marita (1948) trouwde in 1975 met Wilfried Edler Herr und Freiherr von Plotho (1941), bankier
- Christoph (1949) landbouwingenieur en hoofd van de tak von Schleswig-Holstein-Sonderburg-Glücksburg; trouwde in 1981 met prinses Elisabeth van Lippe-Weißenfeld (1957)
- Alexander (1953) trouwde in 1994 met Barbara Fertsch (1961), bedrijfsadviseur
- Ingeborg (1956) vrij scheppend kunstenaar; trouwde in 1991 met Nikolaus Broschek (1941), ondernemer

Zijn weduwe bewoonde het Gut Bienebek.